# Škoda Superb IV

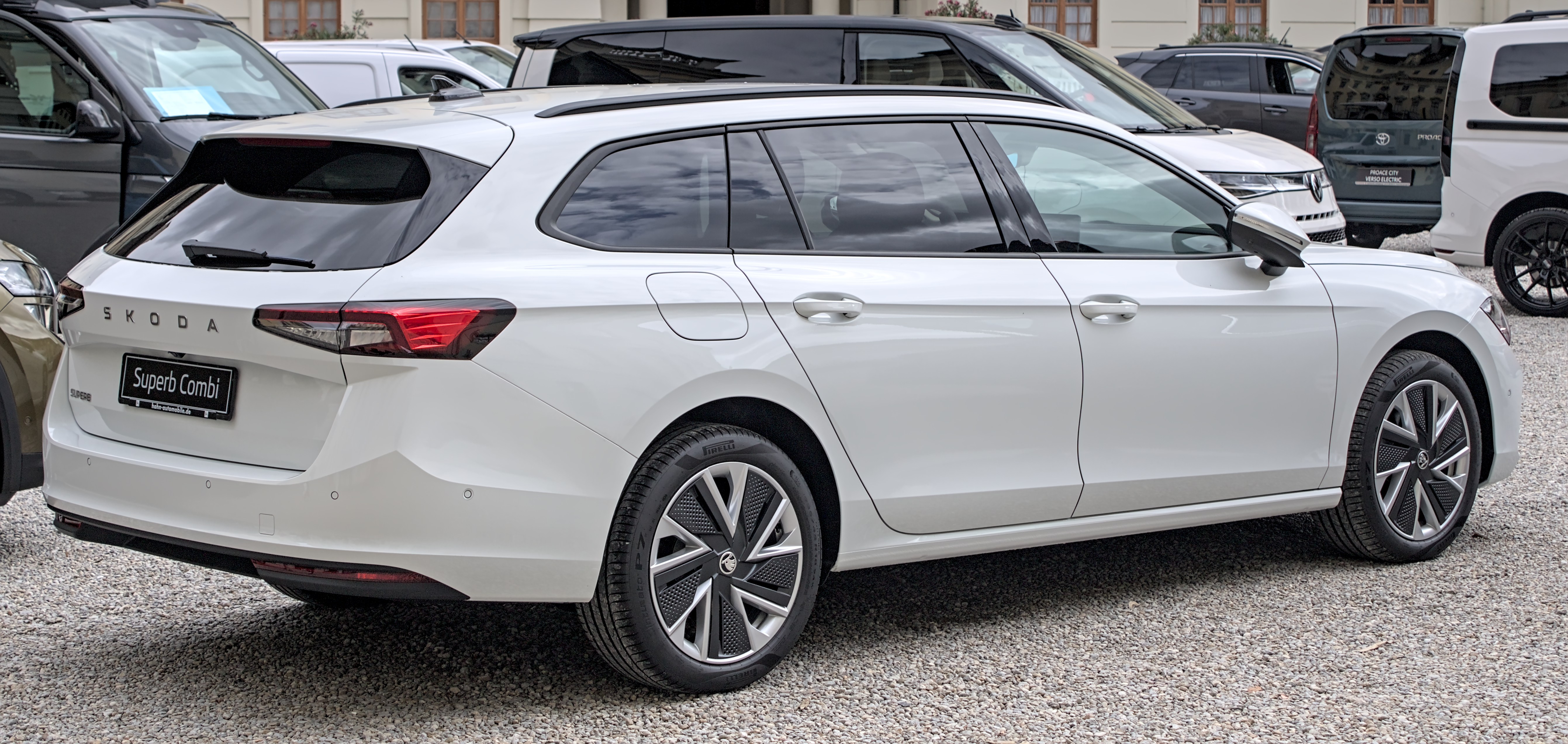
Heckansicht

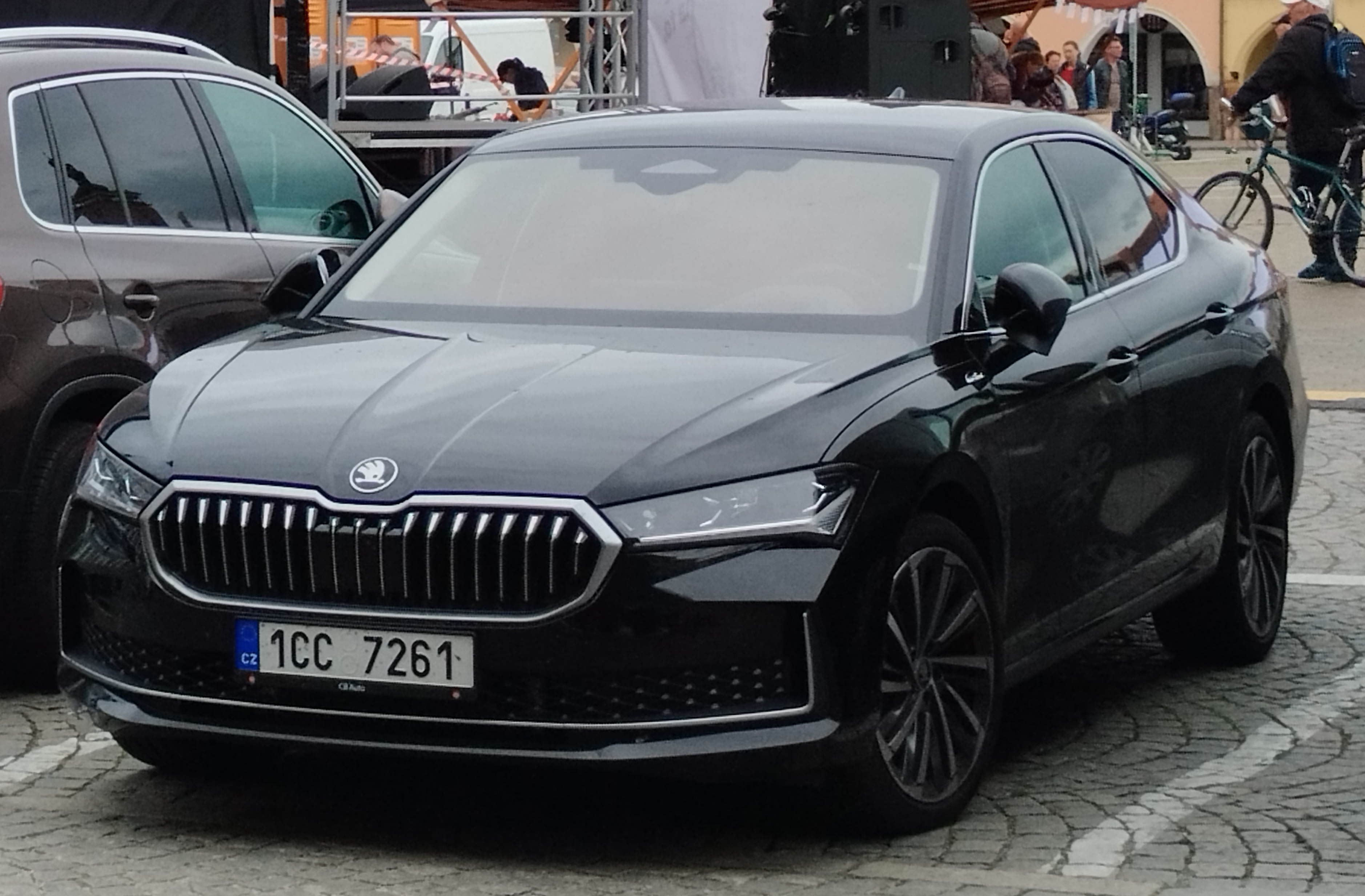
Škoda Superb Limousine (seit 2023)

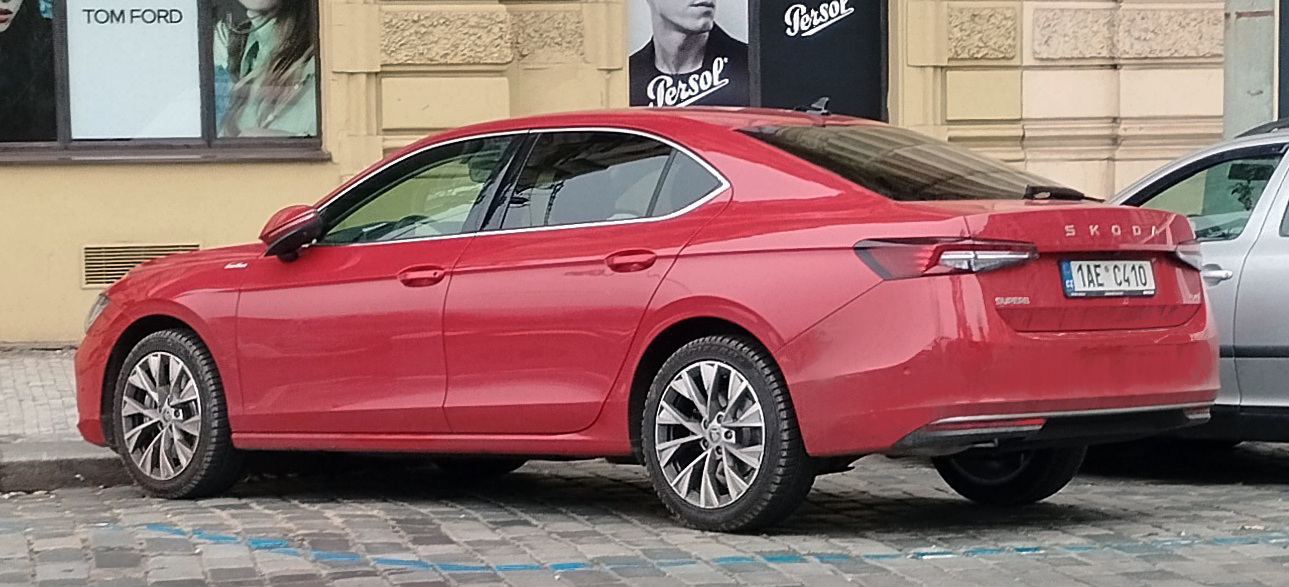
Heckansicht

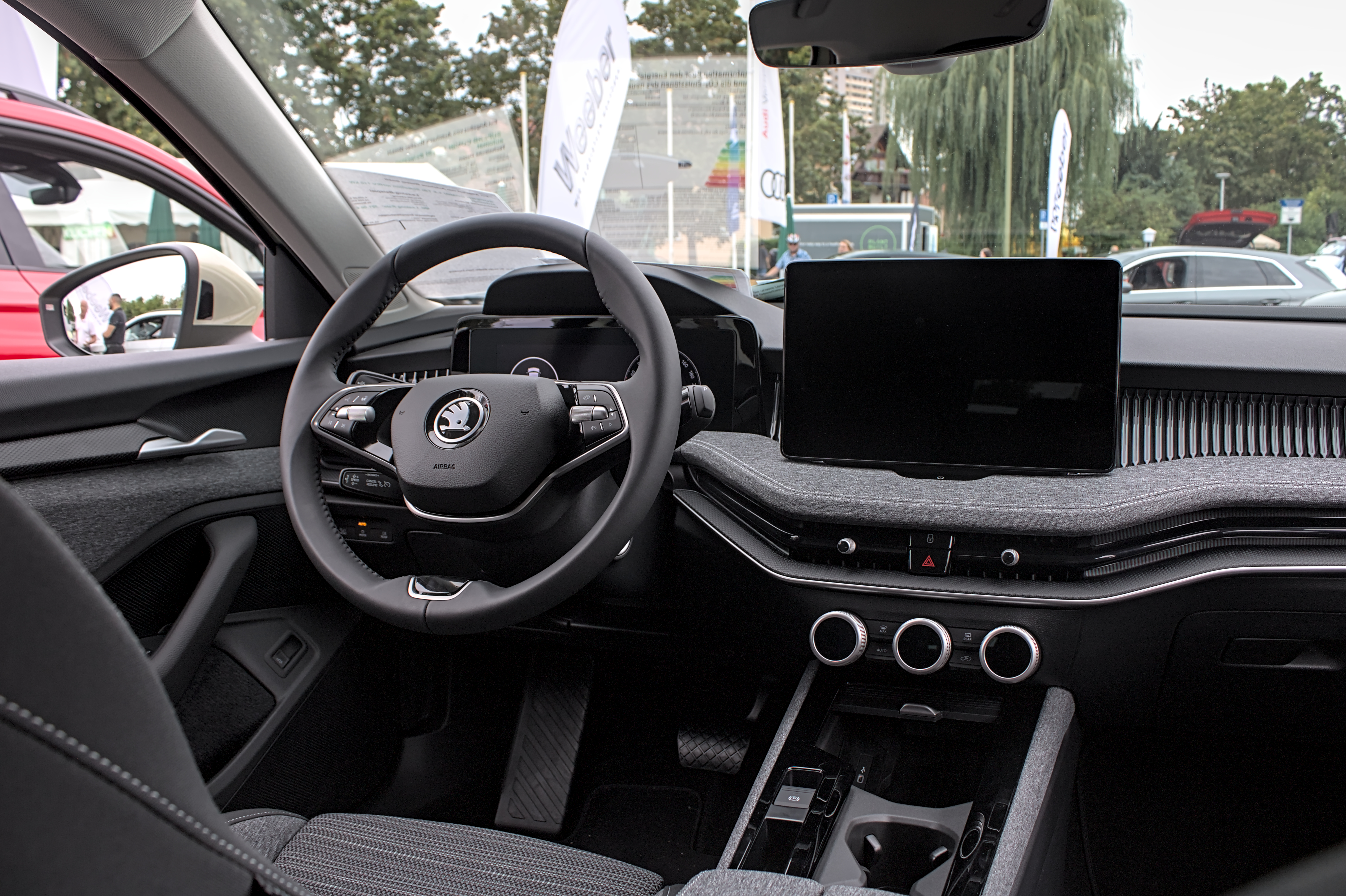
Innenansicht

Der Škoda Superb IV (Typcode 3Y) ist die im November 2023 vorgestellte vierte Generation des Superb von Škoda. Technisch ist sie eng mit der neunten Generation des VW Passat verwandt, mit der sie zusammen im Volkswagen-Werk Bratislava produziert wird. Das Kraftfahrt-Bundesamt stuft das Fahrzeug in die Mittelklasse ein, von der Presse wird er teilweise als Obere Mittelklasse bezeichnet.

## Modellgeschichte
Die vierte Generation der Baureihe wurde im November 2023 vorgestellt. Die Serienproduktion begann im darauffolgenden Monat. Hierbei wurde die langjährige Fertigung des Superb vom tschechischen Škoda-Werk Kvasiny ins slowakische Bratislava verlegt.
Im Frühjahr 2024 kam der Superb IV in den Handel, die sportlicher gestaltete Version Sportline folgte im August 2024. Während der technisch verwandte VW Passat nur noch als Kombi angeboten wird, steht der Superb weiterhin auch als Limousine zur Wahl.

## Technik
Eigenen Angaben zufolge verbesserte Škoda den cw-Wert um 15 % auf 0,26 (Kombi) bzw. 0,23 (Limousine). Dabei ist das Fahrzeug rund 4 cm länger als der Vorgänger. Sowohl Passat als auch Superb bieten ein Kofferraumvolumen von 690 l (Limousine: 645 l). Bei umgeklappten Rücksitzen stehen maximal 1920 l zur Verfügung.
Das Motorenangebot umfasst drei Otto- und zwei Dieselmotoren sowie einen Plug-in-Hybrid, erstmals im Superb als Mildhybrid. Der 1.5 TSI mHEV leistet 110 kW (150 PS). Außerdem werden zwei Zweiliter-Ottomotoren mit 150 kW (204 PS) oder 195 kW (265 PS) angeboten. Letzteren gibt es ausschließlich mit Allradantrieb. Als 2.0 TDI beträgt die maximale Leistung 110 kW (150 PS) oder 142 kW (193 PS). Auch hier hat die stärkere Version Allradantrieb. Der Plug-in-Hybrid trägt das Zusatzkürzel iV und war bis Anfang 2025 nur für die Kombiversion erhältlich. Der Antrieb kombiniert einen 1,5-Liter-Ottomotor und einen Elektromotor, die zusammen eine Systemleistung von 150 kW (204 PS) bieten. Die Akkukapazität wächst gegenüber dem Vorgänger auf 25,7 kWh und kann mit 50 kW Gleichstrom oder 11 kW Wechselstrom aufgeladen werden. Die elektrische Reichweite beträgt über 100 km nach WLTP. Alle Antriebe werden mit einem Siebengang-Doppelkupplungsgetriebe (DSG) ausgestattet (sechs Gänge für den iV).
Serienmäßig hat der Superb IV Voll-LED-Scheinwerfer, die auf Wunsch zu Matrix-LED-Scheinwerfern aufgerüstet werden können. Im Innenraum gibt es ein digitales Cockpit-Display mit 10 Zoll Bildschirmdiagonale. Der freistehende Touchscreen für die Bedienung des Infotainmentsystems in der Mitte misst in der Basisversion 10, wahlweise 13 Zoll. Zusätzlich ist ein Head-up-Display verfügbar. Eine Neuerung sind die drei Smart Dials genannten Dreh-drück-Steller, die verschiedene Funktionsbelegungen bieten.
Die Assistenzsysteme umfassen nun auch Kurven- und Kreuzungsassistenten. Zudem sollen Fahrradfahrer besser erkannt werden. Als Extra ist eine adaptive Fahrwerksregelung erhältlich, bei der Zug- und Druckstufe separat voneinander angesteuert werden können.

## Sicherheit
Im Juli 2024 wurde der Superb IV vom Euro NCAP auf die Fahrzeugsicherheit getestet. Er erhielt fünf von fünf möglichen Sternen.

## Technische Daten

### Ottomotoren
|                                                        | 1.5 TSI mHEV                               | 2.0 TSI                                    | 2.0 TSI 4x4                                |
| ------------------------------------------------------ | ------------------------------------------ | ------------------------------------------ | ------------------------------------------ |
| Bauzeitraum                                            | seit 12/2023                               | seit 10/2024                               | seit 04/2024                               |
| Motorkenndaten                                         |                                            |                                            |                                            |
| Motorbaureihe                                          | VW EA211 evo 2                             | VW EA888                                   | VW EA888                                   |
| Motorkennbuchstaben                                    | DXD                                        |                                            | DNP                                        |
| Motortyp                                               | R4/16, Turbolader, Direkteinspritzung, OPF | R4/16, Turbolader, Direkteinspritzung, OPF | R4/16, Turbolader, Direkteinspritzung, OPF |
| Bordnetz                                               | 12-Volt / 48-Volt                          | 12-Volt                                    | 12-Volt                                    |
| Hubraum                                                | 1498 cm³                                   | 1984 cm³                                   | 1984 cm³                                   |
| max. Leistung bei min−1                                | 110 kW (150 PS)/5000–6000                  | 150 kW (204 PS)/4500–6000                  | 195 kW (265 PS)/5000–6000                  |
| max. Drehmoment bei min−1                              | 250 Nm/1500–3500                           | 320 Nm/1500–4400                           | 400 Nm/1650–4350                           |
| Kraftübertragung                                       |                                            |                                            |                                            |
| Antriebsart                                            | Vorderradantrieb                           | Vorderradantrieb                           | Allradantrieb                              |
| Getriebe, serienmäßig                                  | 7-Gang-DSG                                 | 7-Gang-DSG                                 | 7-Gang-DSG                                 |
| Messwerte                                              |                                            |                                            |                                            |
| Leergewicht, Limousine                                 | 1559–1713 kg                               | 1633–1777 kg                               | 1720–1856 kg                               |
| Leergewicht, Combi                                     | 1575–1757 kg                               | 1646–1821 kg                               | 1736–1899 kg                               |
| maximale Zuladung, Limousine                           | 462–616 kg                                 | 468–614 kg                                 | 519–655 kg                                 |
| maximale Zuladung, Combi                               | 442–624 kg                                 | 434–609 kg                                 | 496–659 kg                                 |
| Beschleunigung 0–100 km/h, Limousine                   | 9,2 s                                      | 7,4 s                                      | 5,6 s                                      |
| Beschleunigung 0–100 km/h, Combi                       | 9,3 s                                      | 7,4 s                                      | 5,7 s                                      |
| Höchstgeschwindigkeit, Limousine                       | 225 km/h                                   | 248 km/h                                   | 250 km/h                                   |
| Höchstgeschwindigkeit, Combi                           | 222 km/h                                   | 232 km/h                                   | 250 km/h                                   |
| Kraftstoffverbrauch auf 100 km (kombiniert), Limousine | 5,1–6,2 l Super                            | 6,5–7,1 l Super                            | 7,1–8,5 l Super                            |
| Kraftstoffverbrauch auf 100 km (kombiniert), Combi     | 5,1–6,3 l Super                            | 6,6–7,2 l Super                            | 7,1–8,5 l Super                            |
| CO2-Emissionen, Limousine                              | 117–142 g/km                               | 148–161 g/km                               | 162–193 g/km                               |
| CO2-Emissionen, Combi                                  | 117–142 g/km                               | 151–164 g/km                               | 162–193 g/km                               |
| Abgasnorm                                              | Euro 6e                                    | Euro 6e                                    | Euro 6e                                    |

### Plug-in-Hybrid
|                                                    | 1.5 TSI iV                                               |
| -------------------------------------------------- | -------------------------------------------------------- |
| Bauzeitraum                                        | seit 04/2024                                             |
| Motorkenndaten                                     |                                                          |
| Motorbaureihe                                      | VW EA211 evo                                             |
| Motorkennbuchstabe                                 | DUC                                                      |
| Motorbauart, Zylinder/Ventile                      | R4/16, Turbolader, Direkteinspritzung, OPF, Elektromotor |
| Hubraum                                            | 1498 cm³                                                 |
| max. Leistung bei min−1                            | 150 kW (204 PS)/5500–6000 (1)                            |
| max. Drehmoment bei min−1                          | 350 Nm/1500–4000⁠ (2)                                     |
| Kraftübertragung                                   |                                                          |
| Antriebsart                                        | Vorderradantrieb                                         |
| Getriebe, serienmäßig                              | 6-Gang-DSG (DQ400E)                                      |
| Messwerte                                          |                                                          |
| Leergewicht, Combi                                 | 1853–1987 kg                                             |
| maximale Zuladung, Combi                           | 438–572 kg                                               |
| Beschleunigung 0–100 km/h, Combi                   | 8,1 s                                                    |
| Höchstgeschwindigkeit, Combi                       | 220 km/h                                                 |
| Kraftstoffverbrauch auf 100 km (kombiniert), Combi | 0,2–0,6 l Super                                          |
| CO2-Emissionen, Combi                              | 5–14 g/km                                                |
| Abgasnorm                                          | Euro 6e                                                  |

### Dieselmotoren
|                                                        | 2.0 TDI                                          | 2.0 TDI 4x4                                      |
| ------------------------------------------------------ | ------------------------------------------------ | ------------------------------------------------ |
| Bauzeitraum                                            | seit 12/2023                                     | seit 02/2024                                     |
| Motorkenndaten                                         |                                                  |                                                  |
| Motorbaureihe                                          | VW EA288 evo                                     | VW EA288 evo                                     |
| Motorkennbuchstaben                                    | DXP                                              | DXN                                              |
| Motorbauart, Zylinder/Ventile                          | R4/16, Turbolader, Common-Rail-Einspritzung, SCR | R4/16, Turbolader, Common-Rail-Einspritzung, SCR |
| Hubraum                                                | 1968 cm³                                         | 1968 cm³                                         |
| max. Leistung bei min−1                                | 110 kW (150 PS)/3000–4200                        | 142 kW (193 PS)/3500–4200                        |
| max. Drehmoment bei min−1                              | 360 Nm/1600–2750                                 | 400 Nm/1750–3250                                 |
| Kraftübertragung                                       |                                                  |                                                  |
| Antriebsart                                            | Vorderradantrieb                                 | Allradantrieb                                    |
| Getriebe, serienmäßig                                  | 7-Gang-DSG                                       | 7-Gang-DSG                                       |
| Messwerte                                              |                                                  |                                                  |
| Leergewicht, Limousine                                 | 1662–1815 kg                                     | 1734–1884 kg                                     |
| Leergewicht, Combi                                     | 1678–1859 kg                                     | 1750–1926 kg                                     |
| maximale Zuladung, Limousine                           | 470–623 kg                                       | 481–631 kg                                       |
| maximale Zuladung, Combi                               | 457–639 kg                                       | 469–645 kg                                       |
| Beschleunigung 0–100 km/h, Limousine                   | 9,2 s                                            | 7,5 s                                            |
| Beschleunigung 0–100 km/h, Combi                       | 9,3 s                                            | 7,6 s                                            |
| Höchstgeschwindigkeit, Limousine                       | 225 km/h                                         | 238 km/h                                         |
| Höchstgeschwindigkeit, Combi                           | 222 km/h                                         | 230 km/h                                         |
| Kraftstoffverbrauch auf 100 km (kombiniert), Limousine | 4,5–5,7 l Diesel                                 | 5,3–6,6 l Diesel                                 |
| Kraftstoffverbrauch auf 100 km (kombiniert), Combi     | 4,5–5,7 l Diesel                                 | 5,3–6,6 l Diesel                                 |
| CO2-Emissionen, Limousine                              | 118–149 g/km                                     | 140–174 g/km                                     |
| CO2-Emissionen, Combi                                  | 118–149 g/km                                     | 140–174 g/km                                     |
| Abgasnorm                                              | Euro 6e                                          | Euro 6e                                          |